# Simon Davies (Fußballspieler, 1979)
Simon Davies (* 23. Oktober 1979 in Haverfordwest) ist ein ehemaliger walisischer Fußballspieler. Er begann seine Profikarriere beim englischen Viertligisten Peterborough United, bevor er in die Premier League wechselte und dort für Tottenham Hotspur, den FC Everton und den FC Fulham spielte. Sein größter Erfolg war im Jahr 2010 die Finalteilnahme mit Fulham in der Europa League. Dazu absolvierte er 58 Länderspiele für die walisische Nationalmannschaft und er war zweimal „Wales’ Spieler des Jahres“.

## Sportlicher Werdegang

### Vereinskarriere

#### Peterborough United (1992–2000)
Davies wuchs in einem kleinen Dorf außerhalb von Haverfordwest auf. Obwohl diese Gegend auch ein Faible für den Rugbysport hat, entwickelte er seine Vorliebe ausschließlich für den Fußball – zumal sein Onkel mütterlicherseits Ian Walsh als Profispieler von Crystal Palace sowie der walisischen Nationalmannschaft ein Vorbild und Ratgeber war. Im Alter von zwölf Jahren spielte er in der Schulferien für Norwich und als der dort aktive Jugendtrainer Kit Carson später zu Peterborough United ging, nahm er 25 Jugendliche mit, darunter Davies selbst. Als 16-Jähriger unterzeichnete Davies einen Ausbildungsvertrag und er lebte mit vielen anderen Jugendspielern des Vereins (darunter Matthew Etherington) unter einem Dach. Die Generation um Davies machte in der Saison 1997/98 im FA Youth Cup auf sich aufmerksam, als die Mannschaft das Semifinale erreichte. Zusätzlich war der Waliser seit Juli 1997 im Kader der ersten Mannschaft und am 24. Januar 1998 wechselte ihn Trainer Barry Fry bei Hull City (1:3) zur zweiten Halbzeit ein.
In seinem zweiten Jahr entwickelte sich Davies zu einem Stammspieler von Peterborough. Er verpasste lediglich drei Pflichtspiele, kam dazu in der walisischen U-21- und B-Nationalmannschaft zum Zuge und er wurde zum Ende der Saison 1998/99 in die (Viertliga-)Mannschaft des Jahres gewählt. Kritik gab es zuweilen, dass er trotz seiner Stärken im Offensivspiel nur vier Tore erzielte, aber das Interesse von Vereinen aus der Premier League war damit geweckt. Gemeinsam mit Etherington absolvierte er im Sommer 1999 bei Manchester United diverse Probetrainingseinheiten, die ein Testspiel gegen die Boca Juniors einschlossen. Uniteds Trainer Alex Ferguson lehnte aber abschließend einen Transfer ab und das Duo kehrte zurück zu Peterborough. Davies unterschrieb danach sogar einen neuen Fünfjahresvertrag in Peterborough.

#### Tottenham Hotspur (2000–05)
Zum Jahreswechsel 1999/2000 wechselten Davies und Etherington dessen ungeachtet zu Tottenham Hotspur. Die Ablösesumme betrug für Davies 700.000 Pfund und Tottenham sah in ihm in erster Linie ein Akteur für das Reserveteam. Dreimal kam er zum Saisonende noch in der ersten Mannschaft zum Einsatz, darunter gegen Manchester United das Debüt in der Startelf, bei dem sich Davies besonders engagiert zeigte.
Nach weiteren wenigen Gelegenheiten gelang ihm dann ab Februar 2001 der sportliche Durchbruch bei den „Spurs“. Hilfreich dafür war seine Leistung im FA Cup gegen Stockport County, als er für den verletzten Norweger Øyvind Leonhardsen eingewechselt wurde und zwei Treffer zum 4:0-Sieg beisteuerte. Mit weiteren Treffern gegen Bradford City und Leicester City festigte er seine Position und zeigte sich in seiner Spielweise selbstbewusst, intelligent und torgefährlich. Positiv wirkte sich für ihn auch der Trainerwechsel hin zu Glenn Hoddle aus. In der Spielzeit 2001/02 unterstrich er seine gestiegenen Ambitionen als offensiver Mittelfeldspieler, schoss sieben Pflichtspieltore und war mit seiner Schnelligkeit eine zunehmende Gefahr für Defensivreihen, besonders in Eins-gegen-eins-Duellen auf der Außenbahn. Spätestens in der Saison 2002/03 reifte er zu einem der am heißesten gehandelten Talente in der Premier League und die Spekulationen über einen bevorstehenden Wechsel zu einem Spitzenverein mehrten sich, zumal Davies mit Tottenham die Qualifikation für einen europäischen Wettbewerb nicht gelang. Verletzungen sorgten dann jedoch dafür, dass er in den folgenden beiden Jahren bis Mitte 2005 nur insgesamt 38 Ligaspiele bestritt und somit die vorher recht konstante Entwicklung etwas ins Stocken geriet.

#### FC Everton (2005–07)
Im Mai 2005 wechselte Davies für eine anfängliche Ablösesumme von 3,5 Millionen Pfund zum FC Everton. Bei dem neuen Klub verlief sein erstes Jahr wechselhaft, wobei er zwar 30 Ligaspiele absolvierte, davon jedoch „nur“ 22 von Beginn an und die Mannschaft rangierte lediglich im unteren Mittelfeld (nach dem vierten Rang im Vorjahr). Nach insgesamt lediglich 18 Monaten endete Davies’ Engagement bei den „Toffees“ und Ende Januar 2007 wechselte er zum Ligakonkurrenten FC Fulham zurück in die englische Hauptstadt.

#### FC Fulham (2007–13)
Bei den „Cottagers“ fügte sich Davies auf Anhieb auf der rechten Mittelfeldseite gut ein und er war auch als Freistoßschütze gefragt; sein erstes Tor für Fulham gelang ihm per „Freistoß-Lob“ gegen den FC Arsenal am 29. April 2007. In der Saison 2007/08 egalisierte er mit fünf Ligatoren den persönlichen Rekord aus seinem erfolgreichsten Tottenham-Jahr und in einer vereinsinternen Wahl wurde er als „bester Spieler“ geehrt. Im Jahr darauf qualifizierte er sich mit Fulham für die Europa League und er war maßgeblich dafür mitverantwortlich, da er bis April 2009 jedes Ligaspiel absolvierte, bevor er nach einer Fußverletzung operiert werden musste und die letzten fünf Saisonspiele verpasste. Das Comeback gestaltete sich holprig und nach einigen Versuchen etablierte er sich erst im Februar 2010 wieder in der Stammformation. Die Konkurrenz im Mittelfeld hatte zwischenzeitlich ebenfalls zugenommen. So begann er häufig im linken Mittelfeld vor Außenverteidigern wie Nicky Shorey oder Paul Konchesky. Dazu half er als rechter Abwehrspieler aus und überzeugte dort vor allem im Duell mit dem VfL Wolfsburg. In der Europa League schoss er sowohl im Halbfinale gegen den Hamburger SV als auch im Endspiel gegen Atlético Madrid (zum 1:1, Endstand 1:2) jeweils ein Tor.
Im August 2010 unterzeichnete Davies einen neuen Dreijahresvertrag beim FC Fulham. Anschließend plagten ihn jedoch zunehmend Blessuren, darunter eine Knie- und eine Hüftverletzung. Besonders in den letzten beiden Jahren absolvierte er gerade einmal sechs Ligapartien und obwohl er in der Saison 2012/13 im Kader der ersten Mannschaft war, kam er lediglich im Reserveteam zum Zuge. Der Vertrag endete somit im Sommer 2013, ohne dass Davies eine Anschlussbeschäftigung fand.

### Walisische Nationalmannschaft
Davies spielte 58 Mal im walisischen Fußballnationalteam und er erzielte dabei sechs Tore. Er debütierte im März 2001 gegen die Ukraine und die erfolgreichste Zeit erlebte er im Verlauf der Qualifikation für die Euro 2004. Er schoss dabei drei Tore in drei aufeinanderfolgenden Spielen, darunter ein Treffer zum 2:1-Sieg gegen Italien im Jahr 2002, bevor Wales in den Ausscheidungsspielen Russland knapp unterlag.
Nach der gescheiterten Qualifikation für die WM-Endrunde 2010 in Südafrika, trat der mittlerweile zum Kapitän beförderte und zunehmend verletzungsanfälligere Davies aus der Nationalmannschaft zurück.

### Aktivitäten nach der Profilaufbahn
Nach dem Ende seiner Profikarriere im Jahre 2013 blieb er zunächst „vereinslos“, bevor er sich im September 2014 dazu entschloss, in der walisischen Heimat für den unterklassigen Klub Solva AFC zu spielen.

## Titel/Auszeichnungen
- Walisischer Fußballer des Jahres (2): 2002, 2008[19]
- PFA Team of the Year (1): 1998/99 (4. Liga)